# Urapidil
Urapidil é um fármaco vasodilatador, utilizado como anti-hipertensivo.

## Mecanismo de ação
Atua tanto perifericamente como de forma central. Na primeira é antagonista seletivo dos receptores alfa-1-adrenérgicos pós-sinápticos e na segunda inibe os receptores alfa-1-adrenérgicos e por estimulação dos receptores serotoninérgicos 5-HT1A.